# میرا (فیلم ۱۹۷۹)
میرا (به هندی: Meera) فیلمی محصول سال ۱۹۷۹ و به کارگردانی گلزار است. در این فیلم بازیگرانی همچون هما مالینی، وینود کانا، شریرام لاگو، شامی کاپور، دینا پاتک، ویدیا سینها، بهارات بوشان، امجد خان، ای. کی. هانگال ایفای نقش کرده‌اند.
این فیلم به زندگی میرا بای می‌پردازد.